# シロフタケ
シロフタケ（白斑竹、Terebra guttata）は、海洋性の軟体動物で、タケノコガイ科に属する巻貝の一種である。

## 外観
明るいベージュ色の尖った円錐形の貝殻で、縫合の下に白斑が並ぶ。螺層は約18巻き、殻高は16 cmに達する。殻表面は平滑で艶がある。蓋は革質で楕円形。

## 分布
紀伊半島から熱帯太平洋にかけての浅海の砂底に棲む。肉食。